# 남방납작꼬리도마뱀붙이
남방납작꼬리도마뱀붙이(Uroplatus sikorae)는 모시 리프테일 게코(mossy leaf-tailed gecko), 서던 플랫테일 게코(southern flat-tail gecko)로도 불리는 도마뱀붙이류의 일종이다. 서식지 파괴로 인해 CITES 부속서 II 로 보호받고 있다.

## 어원
속명 Uroplatus는 "꼬리"를 뜻하는 "ourá" (οὐρά) 와 "납작한"을 뜻하는 "platys" (πλατύς)의 두 그리스어 단어의 라틴어화(en:Latinization)이다. 종명 sikorae는 오스트리아의 화석채굴꾼(fossil-hunter), 탐험가 프란츠 시코라(Franz Sikora)의 성씨를 라틴어화한 것이다.

## 분류
이 종은 독일의 동물학자 오스카어 뵈트거(en:Oskar Boettger)가 최초로 기술하였지만, 그가 죽은지 3년이 지나서야 발표되었다. U. sikorae 의 전체 복합체(complex)는 분류 개정을 필요로 하며, 새로운 종들을 포함하게 될지도 모른다.
납작꼬리도마뱀붙이속은 마다가스카르에 고유한 14 종을 포함한다. 사마이트납작꼬리는 2007년까지 남방납작꼬리의 아종으로 여겨졌지만, 남방납작꼬리의 짙은 구강점막 색깔과는 달리 밝은 색을 띠었기 때문에 종으로 승격하였다. 이후의 출판(publication)은 별개의 종으로 서술하였으며, 분자학적으로도 별개라는 게 입증되었다. 하지만 좀 더 이후의 대부분의 납작꼬리도마뱀붙이속의 분류에 대한 평가(review)에 따르면, 구강점막의 색깔은 두 종을 구분하는 기준이 될 수 없다는 게 밝혀졌는데, 점막 색깔이 밝은 남방납작꼬리 개체가 존재하기 때문이다. 오늘날 둘을 형태적으로 구분하는 것은 어려운 상태다.
계통학적으로 U. sikorae는 U. fimbriatus, U. giganteus, U. henkeli, U. sameiti와 함께 단형(monophyletic)복합체를 이룬다. 이 복합체는 하나의 큰 종을 이룬다.

## 분포와 서식지
남방납작꼬리는 마다가스카르에 고유하다. 이 도마뱀붙이류는 마다가스카르 동부, 중부 열대우림의 일차림(:en:Old growth forest), 이차림(:en:Secondary forest)에 서식한다.

## 형태
남방납작꼬리의 길이는 꼬리까지 15 to 20 센티미터 (6 to 8 in) 에 달한다. 눈은 크고 눈꺼풀이 없으며, 동공은 타원형이고 공막은 노란색이어서 야행성 습성에 적합하다. 다른 납작꼬리도마뱀붙이류처럼 꼬리가 위아래로 납작하다. 남방납작꼬리는 위장색을 띠며, 회갈색에서 검은색, 녹갈색 바탕에, 나무껍질과 그 위에 서식하는 지의류, 이끼를 닮은 다양한 무늬를 띤다.
남방납작꼬리는 옆부분에 머리에서 꼬리까지 일렬로 피부가 삐죽삐죽하게 늘어나있는데, 이를 옆구리덮개(dermal flap)라고 부르며, 낮에 나무줄기 위에서 쉴 때 그림자를 흩어버려 가장자리를 알아보기 어렵게 만드는 역할을 한다. 게다가 주변환경에 맞춰 피부색을 살짝이지만 바꿀 수도 있다.

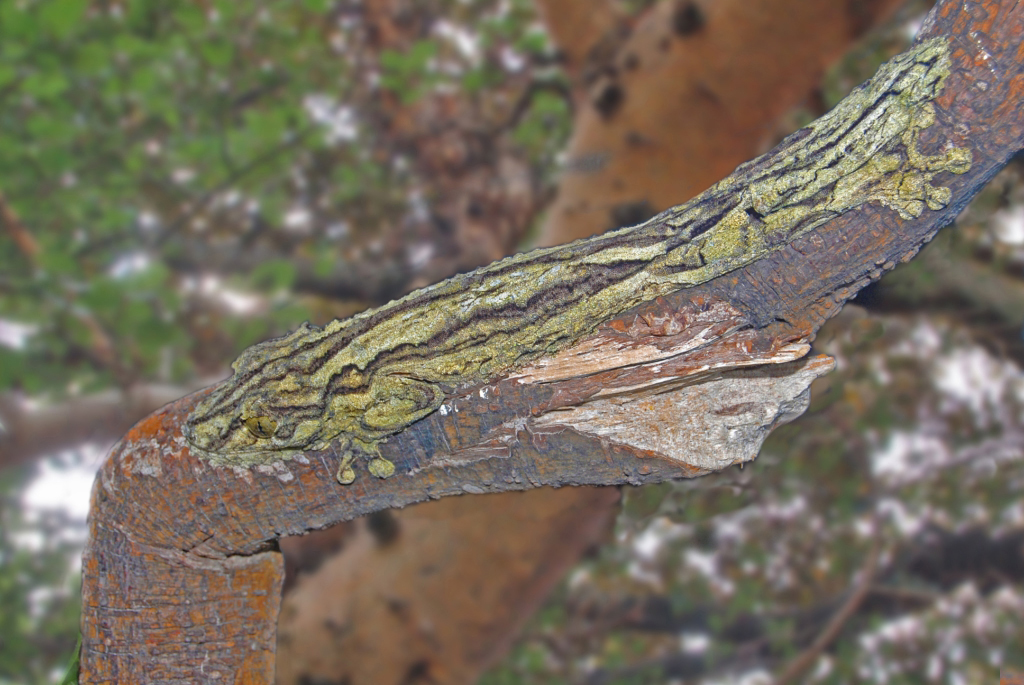
위치 불명, 종/아종 불명확
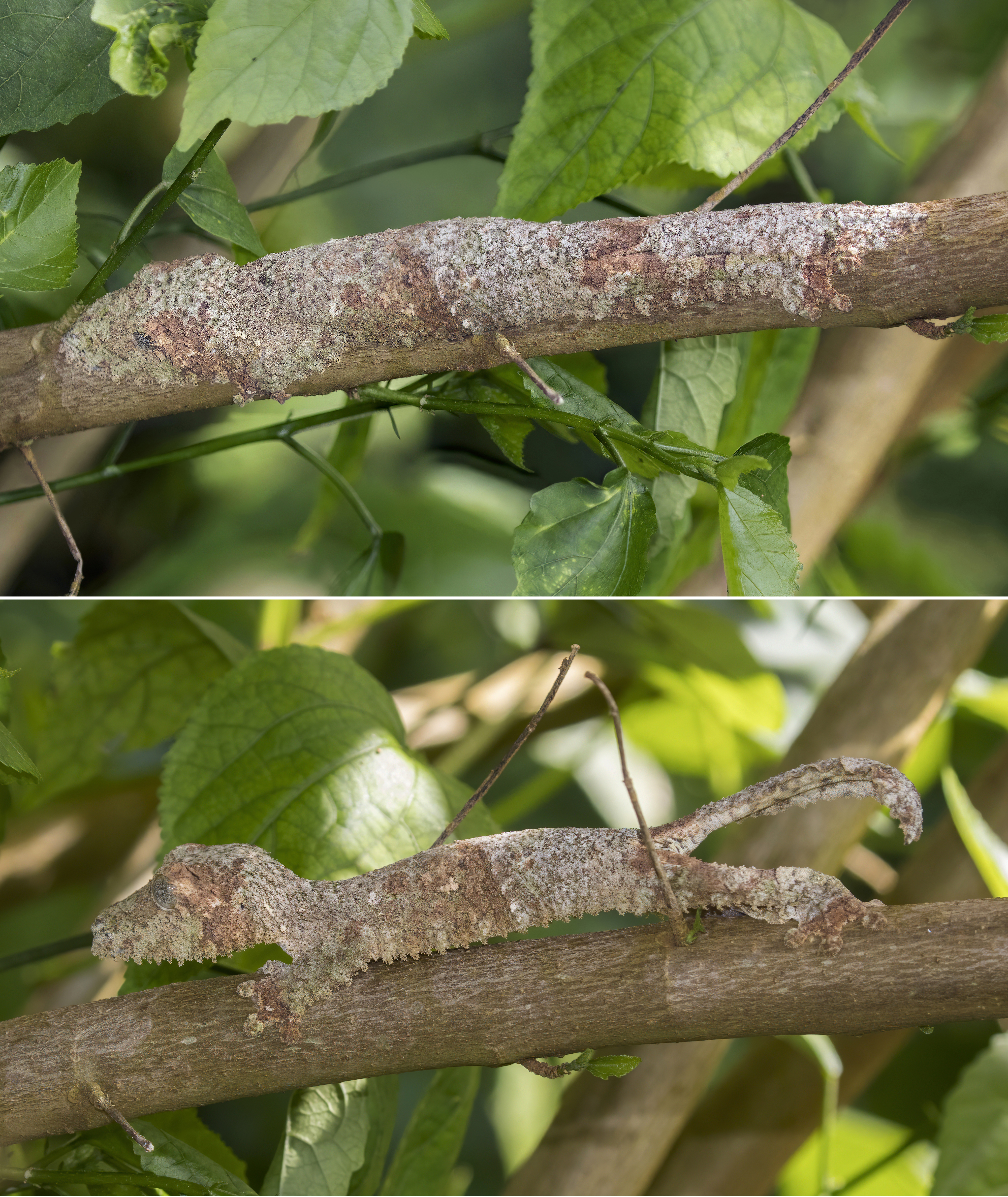
담브르산(Montagne d’Ambre)
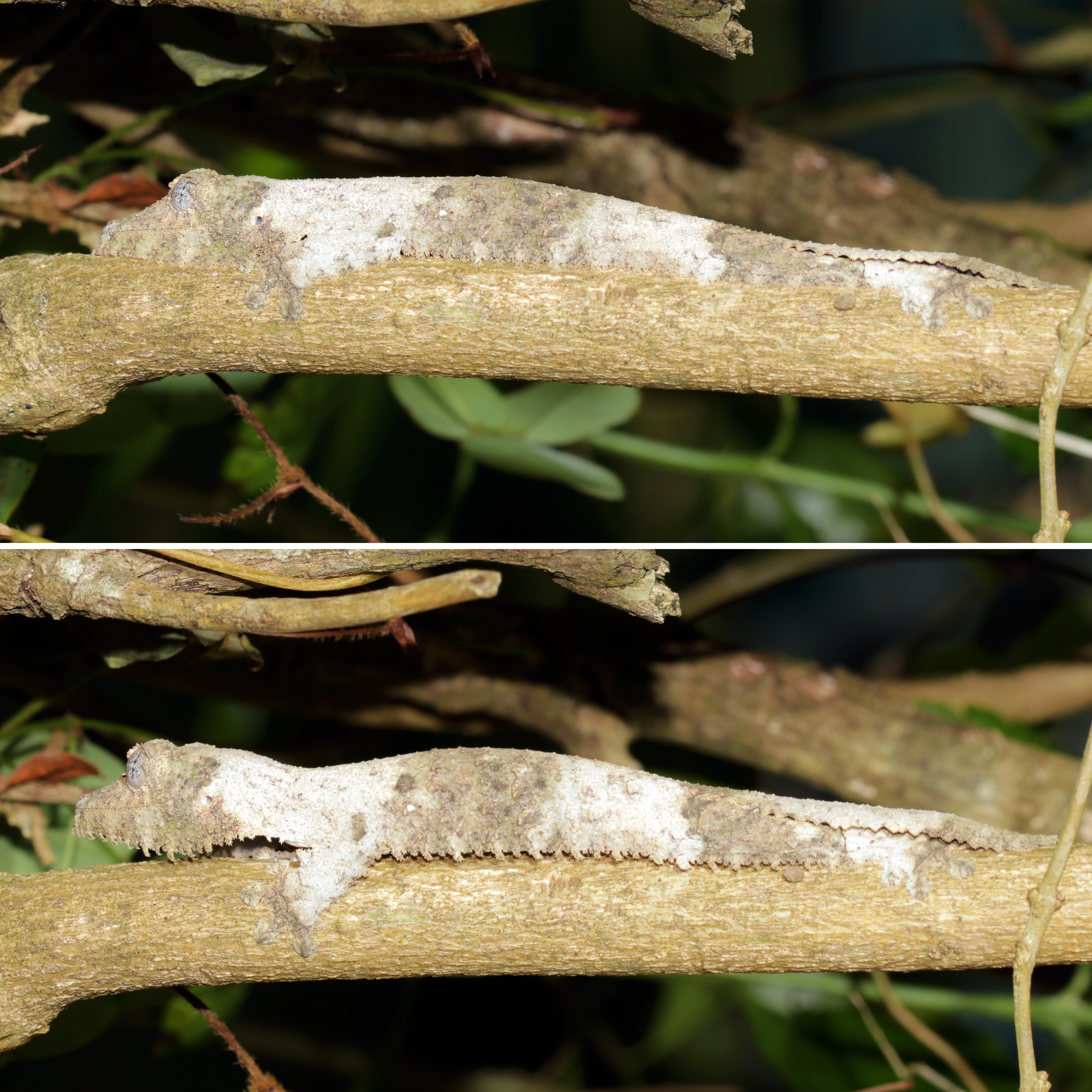
담브르산(Montagne d’Ambre)
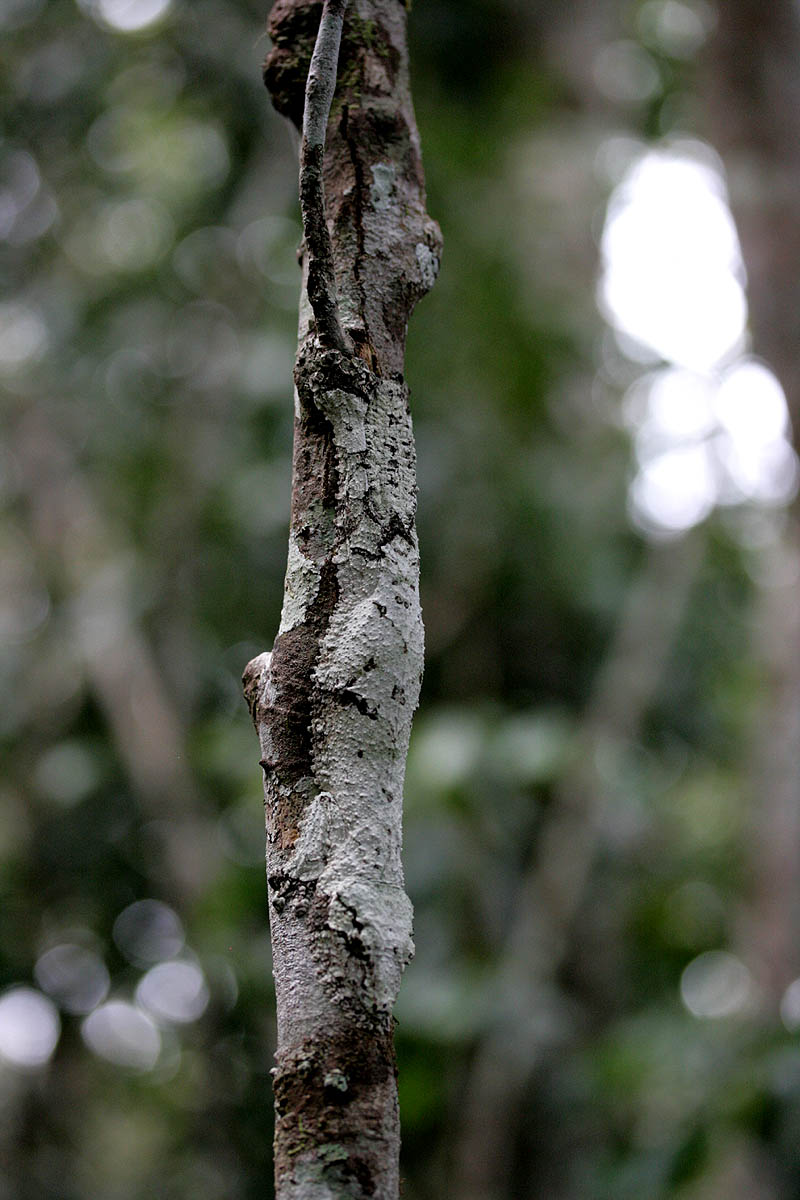
아나다시베(Anadasibe) 아날라마자오트라삼림보호구역(Analamazaorta Forest Reserve)

## 생태와 행동
남방납작꼬리는 야행성, 수목성(en:arboreal)이다. 이 도마뱀붙이류는 나무 위에 살면서 타고난 위장색에 위존한다. 햇볕이 내리쬘 때는 대부분의 시간을 나무줄기에 수직으로 매달려서 머리를 아래로 하고 휴식하며, 밤에는 먹이를 찾아 떠난다. 주변 환경에 맞춰 피부 색깔을 바꿀 수 있으며, 휴식을 취할 때 가장자리를 알아보기 어렵게 해주는 옆구리덮개(dermal flap)가 돋아나있다. 남방납작꼬리는 충식동물(en:insectivore)이며 곤충, 절지류, 복족류를 먹는다.

## 사육
남방납작꼬리는 흔히 사육되는 종이 아니며, 보통 두세 마리 번식쌍(breeding pair)으로 묶어 함께 사육한다. 귀뚜라미나 나방 따위의 적당한 크기의 다양한 곤충을 섭취하며, 주기만 한다면 달팽이도 먹는다. 사육시에 성공적으로 교미가 이루어진다면 30일마다 산란하여 90일 후에 부화할 것이다.

## 위기
마다가스카르의 탈산림화(:en:deforestation in Madagascar)와 서식지 파괴, 애완동물 거래를 위한 남획은 남방납작꼬리에게 주요한 위협이다. 세계 자연 기금(WWF)은 납작꼬리도마뱀붙이속의 모든 종들을 불법 야생동물 교역(:en:wildlife trade)으로 고통받는 "10대 긴급 수배종 목록"에 등재했는데, 이 녀석들이 "국제적인 애완동물 교역 과정에서 남획되고 팔려나가는 게 위험한 수준에 이르렀기" 때문이다. 이 녀석들은 CITES 부속서 II로 보호받고 있다.